# Лопаткино (Рыбинский район)
Лопа́ткино — деревня в Михайловском сельском округе Волжского сельского поселения Рыбинского района Ярославской области.
Небольшая деревня расположена на левом берегу реки Черёмуха. Деревня стоит примерно в 1 км к востоку от автомобильной дороги, идущей по правому берегу Черёмухи из Рыбинска через центр сельского округа Михайловское к Сельцо-Воскресенское. Ближайшая к Лопаткино деревня Ромашково стоит примерно в 500 м на противоположном берегу и вверх по течению реки. Примерно в 1 км выше по течению на том же левом берегу стоит деревня Васильевское. В западном направлении на удалении около 1 км, сразу за автомобильной дорогой стоит деревня Прокунино, а за ней на запад начинается обширное болото Великий Мох.
Деревня Лопаткина указана на плане Генерального межевания Рыбинского уезда 1792 года.
Центр сельской администрации — село Михайловское расположено примерно в 12 км по дороге в сторону Рыбинска, центр сельского поселения посёлок Ермаково существенно удалён — стоит на дороге Рыбинск — Ярославль и регулярный транспортный доступ к нему через Рыбинск. На 1 января 2007 года в деревне числилось 5 постоянных жителей. Почтовое отделение Михайловское обслуживает в деревне 5 домов. (Сведения почтового сайта возможно ошибочны, так как по расположению деревня должна обслуживаться почтой Сретенье).